# Leptotes posticelatenigra
Leptotes posticelatenigra är en fjärilsart som beskrevs av Ruggero Verity 1938. Leptotes posticelatenigra ingår i släktet Leptotes och familjen juvelvingar. Inga underarter finns listade i Catalogue of Life.